# Michel de Montaigne
Michel Eyquem de Montaigne, skrajšano imenovan Montaigne, francoski renesančni humanist, pisatelj in filozof, * 28. februar 1533, grad Montaigne, okraj Périgord, regija Akvitanija, Francija, † 13. september 1592, grad Montaigne, Akvitanija.
Michel de Montagine velja za začetnika eseja, polliterarne zvrsti, za katero je značilen kritičen, odprt, kreativen in avtorsko subjektiven pristop pisca k analizi stvarnosti, ki bralcu omogoči svojo lastno sodbo. Podobno kot skeptik Piron v helenističnem času, je bil Montaigne priča razhajanjem med številnimi intelektualnimi tradicijami, od zamirajoče sholastike, preko poganskih novoplatonističnih eksperimentov in nastajajoče nove eksperimentalne ter matematizirane znanosti. Zato je skeptičen in kritičen do vseh tradicij, med drugim tudi do Kopernikovega heliocentrizma. Montaigne s subjektivno skepso (dvomom) predhaja Descartesov metodični dvom, saj se namesto na avtoritete zanaša zgolj na sposobnosti lastnega uma. Montaigne z esejem, ki je odprt do različnih pogledov, nezaključen v aksiomatiki ter pripravljen na dialog z drugače mislečimi, bralca ne zavezuje k strinjanju, ampak h kritičnemu premisleku.  

## Življenje
Montaigne je bil sin očeta trgovca, ki pa je opustil ta poklic in si s premoženjem kupil funkcijo okrajnega kraljevega uradnika ter s tem pripadajoči plemiški naziv. Priimek »Montaigne« je prevzel po lokalnem gradu, ki ga je prenovil. Sinu je priskrbel zelo strogo vzgojo in kvalitetno izobrazbo. Med drugim je zaposlil izobraženo služničad in od nje zahteval, da se s sinom pogovarja samo v latinščini. V skladu s težnjo, da bi uradniško funkcijo, ga je usmeril v študij prava. Po študiju se je z očetovo finančno pomočjo zaposlil kot svetovalec vrhovnega sodišča v okrajnem najpomembnejšem mestu Bordeauxu. Leta 1565 se je poročil. Od šestih hčera je otroštvo preživela zgolj ena. Po smrti očeta je osvobojen vseh obvez in prepričan o zagotovljenih sredstvih preživljanja leta 1570 prodal uradniško službo in se umaknil v domači grad, kjer je naslednjih deset let  preživel v samoti svoje knjižnice, vendar je še naprej opravljal usluge za sodišče v Bordeauxu. V tem desetletnem obdobju je napisal »Eseje«, ki jih je objavil leta 1580. 

### Otroštvo
Michel Eyquem de Montaigne, ali krajše le Michel de Montaigne, je bil francoski filozof ter pisatelj, predstavnik francoskega renesančnega humanizma. Rojen je bil med enajsto uro in poldnevom zadnjega februarskega dne leta 1533. Njegov oče Pierre Eyquem je bil prvi član rodbine nekdanjih bordeauxskih trgovcev rojen na gradu Montaingne. Michel je ime gradu kasneje v življenju prevzel kot priimek. Njegova vzgoja in šolanje sta potekala pod budnim očesom njegovega očeta, ki je skrbel, da je Michel živel v udobju, kakršno si je družina le lahko privoščila.

### Šolanje
Po rojstvu so malega Montaigna oddali v nego v vasico Papessus, od koder so ga kmalu spet vzeli nazaj domov. Kmalu po tem, ko se je naučil materinega jezika, mu je oče najel zasebnega učitelja, nemškega porekla. Z Montaignom se je sporazumeval le v latinščini, deček pa je tako že v otroštvu osvojil ta jezik, ki mu je v življenju služil bolje kot materinščina.
Ko mu je bilo šest let, ga je oče poslal v guyenneski kolegij, kjer se je odvadil latinščine, v kolegiju učena grščina pa mu ni bila najljubša. Tako mu je študij v gimnaziji, kot navaja sam, prinesel več škode kot koristi. Pri trinajstih letih je tako zapustil gimnazijo in se leta 1549 domnevno posvetil študiju prava v Toulousu.

### Mladostno obdobje
Pri dvajsetih letih, leta 1554, je mladi Montaigne nasledil svojega očeta na mestu svetovalca na davčnem sodišču v Perigueuxu, saj je bil isto leto njegov oče izvoljen za župana. isto leto je s privolitvijo svojega fevdnega gospoda, tamkajšnjega nadškofa, utrdil in prenovil rojstni dvorec. Ko so kasneje davčno sodišče ukinili, se je Michel zaposlil kot svetovalec bordeauxskega parlamenta oz. vrhovnega sodišča. Tam je delal vse do leta 1570, nato pa je svoje delovno mesto prodal, ter se začel zadrževati v prostorih svojega gradu.
V mladostnem obdobju je spoznal Etienna de la Boetieja, ki je bil izredno nadarjen učenjak. Njuno prijateljstvo je pustilo velik pečat mlademu Michelu. vendar pa jima prijateljstvo na žalost ni bilo usojeno, kajti La Boetie je umrl mlad, leta 1563. Montaigne pa mu je posvetil esej O prijateljstvu. Prav tako je v tem obdobju večkrat odpotoval v Pariz kot svetovalec parlamenta ter je med letoma 1561 in 1562 tam preživel celih 7 mesecev. V tem času se je zaprisegel katoliški veri, krajši čas je preživel tudi v Rimu.
Leta 1565 se je poročil s Françoise de la Chassaigne, nekaj let kasneje pa mu je umrl ljubljeni in spoštovani oče. Tako je Montaigne kot prvorojenec podedoval očetovo posest, grad Montaigne. Na očetovo pobudo je prevedel Theologie naturelle, delo Raymonda Senbonda, ki jo je nato objavil leta 1569. Nato je še dvakrat obiskal Pariz; prvič, da je odjavil dela pokojnega prijatelja La Boetija, ter drugič, da je na pobudo kralja Karla IX. prejel odlikovanje redu sv. Mihaela.

### Kasnejše obdobje
Montaigne se je nato kljub bleščeči karieri zaprl za zidove svojega novo pridobljenega posestva, kjer se je intenzivno posvetil študiju in predvsem premišljevanju. Temu priča tudi napis v njegovi privatni knjižnici, ki ga je dal napisati 28. februarja leta 1571, na svoj osemintrideseti rojstni dan, ki govori o tem, kako se je naveličal izkoriščanja v javnih službah ter da upa, da mu je ostalo še dovolj življenja, da bi dokončno prenovil grad ter se odpočil in prepustil premišljevanju. Prebirati je začel knjižnico, ki se je nahajala v grajskem stolpu, knjižico po knjižico, in sicer bolj za zabavo kot za namene študiranja. Prebiral je zgodovinske kronike ter posebno rad posegal po pesnikih, kot so Vergil, Horac, Katul, Properc, in mnogo drugih. Zapisoval si je misli, ki so se mu porodile ob prebiranju, in tako so počasi nastajala prva poglavja njegovega največjega dela, Esejev.
Montaigne na začetku sicer ni imel namena pisati filozofskih del, vendar pa je nanj močno vplival izid Oeuvres morales de Plutarque (Plutarhova moralna dela), ki jih je iz latinščine v francoščino prevedel Jacques Amyot. To je navdihnilo Montaigna, ki si je želel posnemati Plutarha. Veliko besedo pri navdihu za pisanje pa je imela tudi bolezen, za katero je trpel Montaigne, in sicer žolčni kamni, saj se je tako še bolj poglabljal vase. Pisanje je postajalo vse bolj pomembno v Montaignevem življenju, višek pa je doseglo leta 1578, ko se je dokončno odločil izdati zbirko esejev, ki je nato dokončno izšla leta 1580.
Leto 1572 označujemo kot leto prvih Montaignovih del, nato pa je sledil osemletni premor, v katerega času je Montaigne vpijal znanje, misli in ideje knjig ter samega sebe. Vseeno pa obdobje ni potekalo nemoteno, saj je mora filozof večkrat poseči v javne zadeve takratnega časa. Tako je bil leta 1574 prisiljen podati navodila za obrambo Bordeauxa pred protestanti vojvodi Montpensieru. Med leti 1574 ter 1575 se je nato spet zadrževal v Parizu, leta 1580 je bil priča tudi obleganju mesteca La Fere. Prav tako se je leta 1580 skupaj z bratom Bertrandom ter nekaj bližnjimi prijatelji odpravil na popotovanje do italije preko Nemčije in Švice. Medtem je pial Dnevnik, ki je poleg Esejev edino besedilo, ki je plod zgolj Montaignovega dela. V času poti proti domu so ga v domačem Bordeauxu izvolili za župana, to dolžnost pa so mu za še nadaljnja štiri leta naklonili leta 1583.
Julija 1585 je v mestecu izbruhnila kuga, zato se je Montaigne z družino umikal iz kraja v kraj, na koncu pa je pristal na domačem grajskem posestvu, kjer se je ponovno lahko posvetil delu. Dve leti kasneje se je Montaigne ponovno znašel v Parizu, kjer je priskočil na pomoč pri begu kralja Henrika III., za kar so ga po vrnitvi v mesto zaprli v politični zapor Bastilla, iz katerega so ga po zaslugi uradnikov tudi kmalu izpustili. Zadnja štiri leta svojega življenja je preživel spokojno, zatopljen v svoje delo. Pripravljal je ponovno izdajo Esejev, ki je na žalost ni dočakal, saj je umrl 13. septembra leta 1592, v šestdesetem letu starosti.

## Vpliv in pomen
Montaigne je bil pionir esejističnega izražanja mislecev in eseja samega. To je subjektivna pol literarna zvrst, ki omogoča pozitivno ali negativno kritiko določene teme, analizo stvarnosti z osebno noto, ki da bralcu razmišljati ter spodbudi njegovo razmišljanje in ustvarjanje lastnega mnenja. Je odprt za dialoge, drugačna mnenja, ter bralca ne zavezuje k strinjanju. S subjektivnim dvomom (skepso) je bil predhodnik Descartesovega metodičnega dvoma, saj se zanaša na sposobnosti človeškega lastnega uma in intelekta in ne na avtoriteto.
Na njegovo delo je vplivalo kar nekaj predhodnih filozofov, kot so na primer Sokrat ali Erazem Rotterdamski s svojim delom Adagia. Najbolj pa je nanj slogovno in snovno vplival Plutarh, katerega Montaigne v Esejih citira več kot petstokrat.

## Delo

### Eseji
Renesančni miselni tokovi se zrcalijo v Montaignovih esejih, književni vrsti, ki ima svoj izvor prav pri njem. 
Esej je prvotno pomenil razpravo ne glede na njeno vsebino ali obseg, za katero je bilo značilno, da je bila pisana v nevezani besedi in v razumljivem stilu. Danes je pojem eseja ožji in pomeni književno prozo, sorodno znanstveni razpravi ali članku, po tematiki pa je lahko različnih vsebin (biografija, zgodovina, filozofija, politika, kjniževnost ...).
Eseji, ki jih je Montaigne pisal od leta 1572 do smrti leta 1592, zrcalijo vse faze njegovega filozofskega mišljenja, zlasti, ker jih ni nikdar popravljal, temveč vedno znova dodajal nove misli in spoznanja. Tako se zasledijo tri faze Montaignovih tekstov, to so stoicizem, skepticizem ter njegova lastna filozofija, ki temelji na neposredni življenjski izkušnji. 
Od začetnega stoicizma preko vmesnega skepticizma je Montaigna pot vodila do lastne, povsem osebne filozofije, ki je temeljila na neposredni življenjski izkušnji. Montaigne je med vsemi filozofi tistega časa renesančno miselnost in način življenja v svojih delih najbolj široko in mnogostrano zajel, saj se je v svojih razmišljanjih dotaknil skoraj vsake človeške lastnosti in dejavnosti.  Če bi strnili njegove misli v glavna načela, ki jih je imel Montaigne pred očmi, bi bila: proučevanje samega sebe, prilagoditev določene morale lastni naravi, svoboda vesti in svoboda volje. Avtoritativno moralo srednjega veka je skušal nadomestiti z moralo, ki naj bi jo človek sam sprejel po svobodni presoji, torej z moralo življenjske radosti, ki je izraz resnične človeške modrosti. Montaigne je menil, da je smisel življenja sreča, v imenu katere je zavrgel vse brezkoristne, toge filozofske sisteme in teorije, ki življenja ne lajšajo. Srečo si mora človek najti v samemu sebi, tako da samega sebe spozna ter uredi svoje življenje razumno in v skladu s svojo naravo, pri čemer pa se mora podrediti zgolj lastni vesti, hkrati pa ukrotiti svojo voljo in strasti.

### Stoicizem
Sprva se je Montaigne pod vplivom branja Senekovih "Pisem Luciliju" in Lukanovih "Pharsalia" priznaval za stoika; navduševal se je ob velikih antičnih zgledih poguma in velikodušja, občudoval je junaško smrt Katona Uličana ter priporočal ravnodušnost spričo trpljenja in smrti. Vendar stroga stoična doktrina, ki je zahtevala od človeka skrajni napon volje, Montaignu ni bila po duši. Že v prvi dobi njegovega pisanja se najdejo misli, ki nam pisca predstavijo kot vedrega brezskrbneža in nasladneža, skratka kot človeka, ki je zelo blizu renesančni ideji. V tej fazi Montaigne še ni prodrl v bistvo svoje narave, ko je iskal samega sebe in svoji naravi ustrezno filozofsko doktrino.

### Skepticizem
V drugi fazi svojega ustvarjanja se je Montaigne, še vedno pod vplivom čtiva, oprijel pironizma, nauka, ki odreka človeku sposobnost, da bi se dokopal do kakršnekoli trdne resnice, in je trdil, da je vse samo videz in da človeku ne preostane nič drugega, kot da o vseh stvareh dvomi. Pisec je poudarjal slabosti človekove narave in zmotnost njegovih čutnih in razumskih zaznav ter spoznanj. Verjel je tudi, da se človek ne more in se ne bo mogel povzpeti do absolutne resnice. 
V tej dobi je nastal Montaignov najdaljši tekst z naslovom "Apologijo Raymonda Sebonda", v katerem je prišla njegova skeptična miselnost najbolj do izraza. Montaigne si je vseskozi postavljal vprašanje: "Que sais-je?", v slovenskem prevodu: "Kaj pa sploh vem?"

### Montaignova lastna filozofija
Kjub skepticizmu Montaigne ni zabredel v brezizhodnost, nasprotno, kriza, ki jo  je preživel, mu je vlila zaupanje v sposobnost lastne razumske presoje. Razumu so bile postavljene meje in če je človeški razum nesposoben, da bi se dokopal do absolutne resnice, se pa lahko dokoplje do delnih resnic o samemu sebi in svetu. Montaigne je kasneje te delne resnice iskal v sebi. To je njegova filozofska metoda, s katero je dosegel višje spoznanje o človeški naravi. 
S študijem samega sebe in s primerjanjem lastnih življenjskih izkušenj z dognanji iz knjig se je Montaigne povzpel do življenjske modrosti, ki je bila skladno z njegovo naravo pod močnim vplivom epikurejstva, vendar na sebi ni imela nič sistematično togega in doktriniranega.